# پیکان پارک (نیومکزیکو)
پیکان پارک (به انگلیسی: Pecan Park) یک منطقهٔ مسکونی در ایالات متحده آمریکا است که در شهرستان لونا، نیومکزیکو واقع شده‌است. پیکان پارک ۷۵ نفر جمعیت دارد و ۱٬۳۰۰٫۹ متر بالاتر از سطح دریا واقع شده‌است.